# Евангелическо-реформатская церковь Изерлона
Евангелическо-реформатская церковь Изерлона (нем. Evangelisch reformierte Kirche Iserlohn) — евангелическая церковь в Изерлоне; до 1931 года в городе действовала независимая реформатская община, которая затем объединилась с лютеранскими общинами церкви Святой Марии и церкви Святого Панкратия.

## История и описание
Простое каменное здание (зал) для независимой реформатской общины города Изерлон было построено после образования самой общины в 1710 году — но данное здание сгорело уже во время городского пожара 1712 года. Современное здание церкви, с прусским гербом в качестве части портала на южной стороне, было освещено в 1718 году. Помещение было перестроено в 1901 году по проекту архитектора Герхарда Августа Фишера (нем. Gerhard August Fischer, 1833—1906), включавшим в себя новую галерею (эмпоры) с западной стороны и кафедру. Роспись, созданная при обновлении, была уничтожена в 1955 году. В 1960-х годах церковные скамьи были удалены из помещения и церковь превратилась в «повседневную» (нем. Alltagskirche): с тех пор в её помещении прошли более 75 выставок, концертов, лекций и круглых столов. До постройки социального центра «Lichtblick» здесь также раздавалось питание малоимущим гражданам города.
Орган церкви был создан в 1847 году по проекту Иоганна Фридриха Шульце (нем. Johann Friedrich Schulze, 1793—1858) и был дважды отреставрирован к 1994 году: в последний раз, в 1992 году, эксперт по органам Манфред Шварц обнаружил, что музыкальный инструмент был столь существенно поврежден, что больше не мог функционировать; община церкви смогла профинансировать его восстановление.